# Ulrich I. von Passau

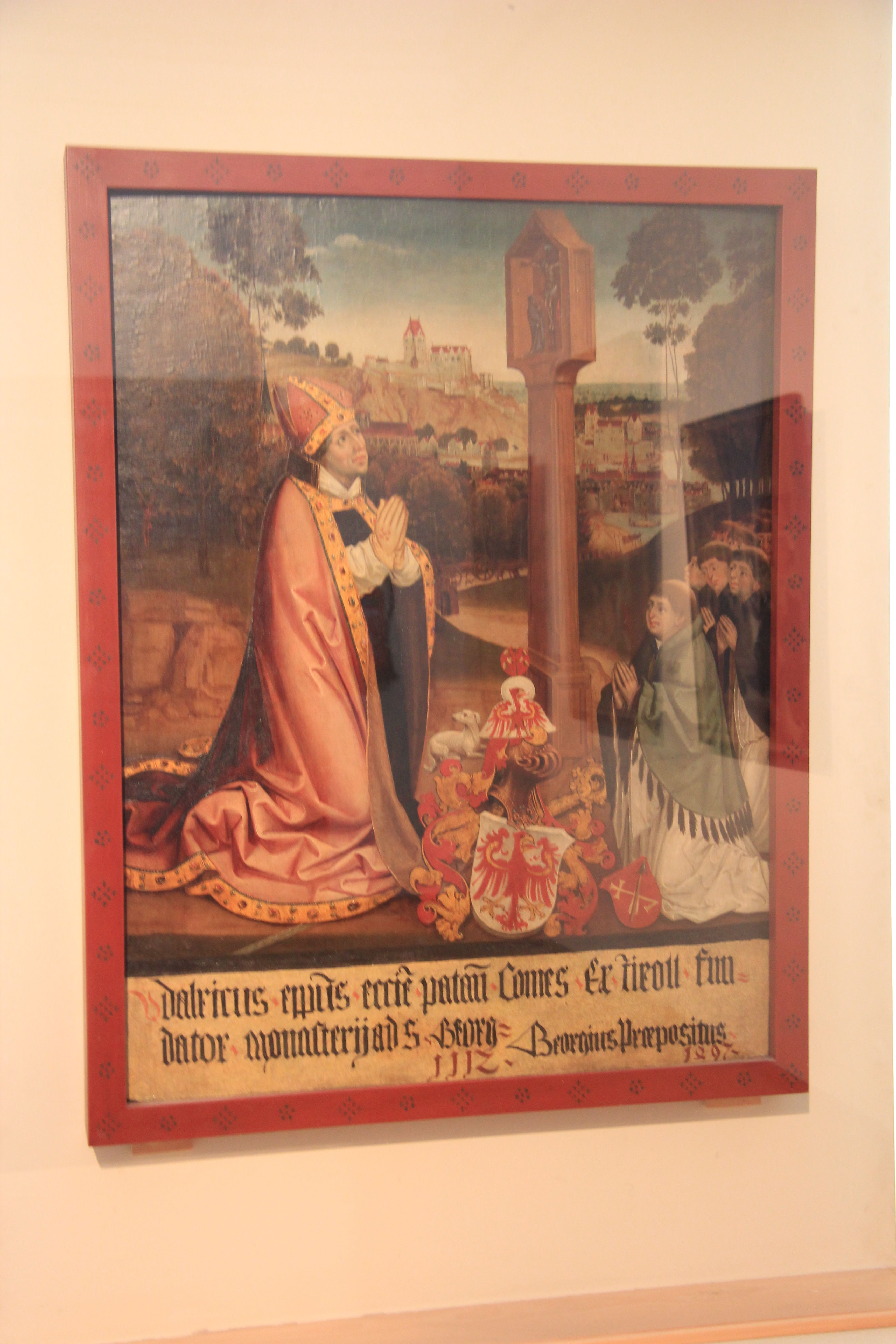
Darstellung aus dem Stift Herzogenburg

Ulrich I. von Passau, auch Udalrich (* angeblich um 1027; † 7. August 1121 in Passau), war ein Klostergründer und Bischof der Diözese Passau.

## Leben
Wie auch dem nebenstehenden Bild zu entnehmen ist, wurde früher angenommen, dass er aus Tirol stammt. Später wurde seine Herkunft wahrscheinlich einem schwäbischen oder bayrischen Adelsgeschlecht zugeschrieben.
Er war Dompropst von Augsburg und wurde 1092 zum Bischof von Passau bestellt. Er soll damals bereits 65 Jahre alt gewesen sein.
Da in Passau der von Kaiser Heinrich IV. eingesetzte Gegenbischof Thiemo residierte, hielt er sich im Osten der Diözese auf, wo er vom Babenberger Leopold II. beschützt wurde.
Von 1103 bis 1105 musste er seine Diözese ganz verlassen und flüchtete in das bayerische Chorherrenstift Rottenbuch.
Als er wieder in seine Diözese zurückkehren konnte, stellte er 1111 das von Bischof Altmann gegründete Stift St. Nikola wieder her.
Sein Erbgut Mertingen schenkte er dem Passauer Domstift und gründete 1112 das
Chorherrenstift St. Georgen an der Traisen, das später nach Herzogenburg verlegt wurde. Er unterstützte die Gründung des Stiftes Seitenstetten und wandelte die Stifte Garsten und Göttweig in Benediktinerklöster um.